# Salvia miniata
Salvia miniata är en kransblommig växtart som beskrevs av Merritt Lyndon Fernald. Salvia miniata ingår i släktet salvior, och familjen kransblommiga växter. Inga underarter finns listade i Catalogue of Life.

## Bildgalleri

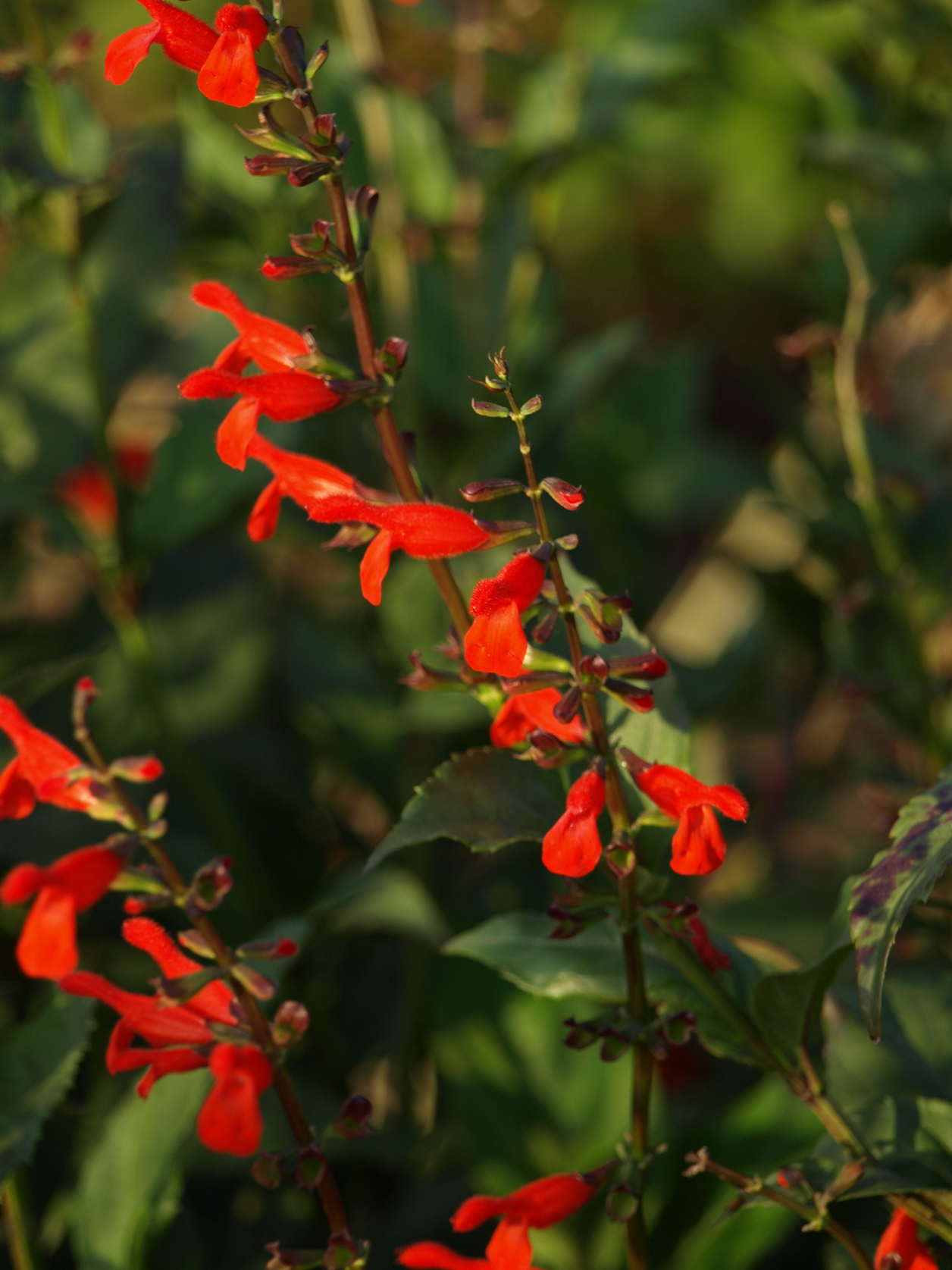